# 石门乡 (歙县)
石门乡，是中华人民共和国安徽省黄山市歙县下辖的一个乡镇级行政单位。

## 行政区划
石门乡下辖以下地区：
石门村和竹岭村。

## 文物保护
石门乡拥有黄山市文物保护单位1处：
- 休龙古道，第五批市保